# Instrumentalist
Instrumentalist je glasbenik, izvajalec na glasbeni instrument. Instrumentaliste lahko poimenujemo:  
- glede na način izvajanja na instrument (pihalec, trobilec, godalec, tolkalec, brenkalec); pod temi izrazi pa lahko ugotovimo tudi skupino instrumentov, v katero spada posameznikovo glasbilo
- glede na instrument, na katerega izvaja glasbo (izraz večinoma vsebuje ime instrumenta)

## B
- bas kitaristi
- bobnar (izvaja glasbo na vse vrste bobnov)

## C
- citrar

## Č
- čembalist

## F
- flavtist
- fagotist

## H
- harfist
- harmonikar

## K
- kitarist
- klarinetist
- kontrabasist

## M
- marimbist

## O
- oboist
- organist

## P
- pianist
- pozavnist
- pritrkovalec (pritrkava na cerkvene zvonove)

## R
- rogist

## T
- tipmanist
- trobentar
- tubist

## V
- vibrafonist
- violinist
- violist
- violončelist